# جیک متیوز
جیک متیوز (انگلیسی: Jake Matthews؛ زادهٔ ۱۹ اوت ۱۹۹۴) ورزشکار هنرهای رزمی ترکیبی اهل استرالیا است. وی از سال ۲۰۱۲ میلادی تاکنون مشغول فعالیت بوده‌است.

## اعلام گرویدن به اسلام
در اوایل سال 2023 اعلام کرد که به اسلام گرویده است.  